# Vlagyimir Szergejevics Baszalajev
Vlagyimir Szergejevics Baszalajev, oroszul: Владимир Сергеевич Басалаев (Kurszk, 1945. augusztus 12. – 2019. március 28.) szovjet válogatott orosz labdarúgó, hátvéd.

## Pályafutása
A Lokomotyiv Kurszk korosztályos csapatában kezdte a labdarúgást. 1964–65-ben a Trudove rezervi, 1965 és 1970 között a Lokomotyiv Moszkva, 1971 és 1975 között a Gyinamo Moszkva labdarúgója volt. A Gyinamóval az 1971–72-es idényben KEK-döntős volt.
1968-ban két alkalommal szerepelt a szovjet válogatottban.

## Sikerei, díjai
Gyinamo Moszkva
- Kupagyőztesek Európa-kupája (KEK)
  - döntős: 1971–72